# Rot an der Rot
Rot an der Rot är en kommun i Landkreis Biberach i det tyska förbundslandet Baden-Württemberg. Kommunen består av ortsdelarna (tyska Ortsteile) Rot, Ellwangen, Haslach och Spindelwag. Folkmängden uppgår till cirka 4 500 invånare, på en yta av 63,44 kvadratkilometer.
Kommunen ingår i kommunalförbundet Rot-Tannheim tillsammans medkommunen Tannheim.

## Befolkningsutveckling
| Befolkningsutvecklingen i Rot an der Rot 1975–2015 | Befolkningsutvecklingen i Rot an der Rot 1975–2015 | Befolkningsutvecklingen i Rot an der Rot 1975–2015 | Befolkningsutvecklingen i Rot an der Rot 1975–2015 | Befolkningsutvecklingen i Rot an der Rot 1975–2015 |
| -------------------------------------------------- | -------------------------------------------------- | -------------------------------------------------- | -------------------------------------------------- | -------------------------------------------------- |
|                                                    |                                                    |                                                    |                                                    |                                                    |
| År                                                 |                                                    |                                                    | Folkmängd                                          | Areal (ha)                                         |
| 1975                                               | 1975                                               |                                                    | 3 673                                              | 6 347                                              |
| 1980                                               | 1980                                               |                                                    | 3 724                                              |                                                    |
| 1985                                               | 1985                                               |                                                    | 3 706                                              | 6 346                                              |
| 1990                                               | 1990                                               |                                                    | 4 072                                              |                                                    |
| 1995                                               | 1995                                               |                                                    | 4 254                                              |                                                    |
| 2000                                               | 2000                                               |                                                    | 4 328                                              |                                                    |
| 2005                                               | 2005                                               |                                                    | 4 396                                              |                                                    |
| 2010                                               | 2010                                               |                                                    | 4 423                                              | 6 344                                              |
| 2015                                               | 2015                                               |                                                    | 4 467                                              |                                                    |
|                                                    |                                                    |                                                    |                                                    |                                                    |